# Stehiometrija
Stehiometrija (grč. "stoicheion" element i "metrija" mjerenje) je primijenjena matematika u kemiji kojom računamo omjere brojeva atoma pojedinih elemenata u kemijskom spoju odnosno omjere množine spojeva u jednadžbi kemijske reakcije.
Stehiometrija je primjena matematike u kemiji kojom možemo određivati molekularne formule kemijskih spojeva na temelju njihove kvantitativne analize, postavljati jednadžbi kemijskih reakcija i izračunavati količine tvari koje sudjeluju, odnosno nastaju u kemijskim reakcijama.
Stehiometrija (grč.), grana kemija koja proučava kvantitativne odnose kem. spojeva (mase, volumene, množine) u procesima u kojima reaktanti prelaze u produkte. U stehiometrijske zakone mogu se ubrojiti i plinski zakoni, kao i zakoni elektrokemije i termodinamike.

## Temelji stehiometrije
Stehiometrija se temelji na prirodnim zakonima kemije i fizike:
- zakon očuvanja masa (1785., Antoine Lavoisier)
- zakon stalnih omjera masa, (1799., Joseph Proust)
- zakon umnoženih omjera masa (1802., John Dalton)
- zakon stalnih volumnih omjera (1805., Louis Gay-Lussac)
- plinski zakoni
- zakoni elektrokemije
- zakoni termodinamike

## Najčešće fizikalne veličine (bez osnovnih), mjerne jedinice i matematički izrazi u stehiometriji[5]
| Fizikalna veličina        | simbol                                         | mjerna jedinica                  |
| relativna atomska masa    | {\displaystyle \quad A_{r}}                    | bez jedinice                     |
| relativna molekulska masa | {\displaystyle \quad M_{r}}                    | bez jedinice                     |
| masa atoma                | {\displaystyle \quad m_{a}}                    | {\displaystyle \quad g}          |
| masa molekule             | {\displaystyle \quad m_{f}}                    | {\displaystyle \quad g}          |
| množina                   | {\displaystyle \quad n}                        | {\displaystyle \quad mol}        |
| množinska koncentracija   | {\displaystyle \quad c}                        | {\displaystyle \quad mol/dm^{3}} |
| molna masa                | {\displaystyle \quad M}                        | {\displaystyle \quad g/mol}      |
| molni volumen             | {\displaystyle \quad V_{m}^{0}=22,4}           | {\displaystyle \quad dm^{3}/mol} |
| brojnost                  | {\displaystyle \quad N}                        | bez jedinice                     |
| Avogadrova konstanta      | {\displaystyle \quad N_{A}=6,022\cdot 10^{23}} | {\displaystyle \quad mol^{-1}}   |
| atomska jedinica mase     | {\displaystyle \quad u=1,6605\cdot 10^{-24}}   | {\displaystyle \quad g}          |
| plinska konstanta         | {\displaystyle \quad R=8,314472}               | {\displaystyle Jmol^{-1}K^{-1}}  |

## Primjena stehiometrije - sastav smjesa tvari
Pod smjese tvari najčešće podrazumijevamo otopine koje su smjese otopljene tvari i otapala. Sastav smjesa možemo izražavati (definirati) omjerima, udjelima i koncentracijama.
- Omjer dviju vrijednosti neke veličine (mase, volumena ili množine) dviju sastojaka neke smjese (A i B) pokazuje koliko puta jedna vrijednost sadrži drugu. Omjer vrijednosti A i B piše se kao  A : B. Omjer nema mjernu jedinicu.
- Udio jedne vrijednosti neke veličine (mase, volumena ili množine) u zbroju svih vrijednosti te veličine u smjesi (smjesa=100%) je omjer vrijednosti te veličine i zbroja svih vrijednosti veličina cjelokupne smjese. Udio vrijednosti A u vrijednosti smjese AB pišemo:

{\displaystyle \quad maseni\ udio\quad w(A)={\frac {m(A)}{m(A)+m(B)}};\quad volumni\ udio\quad \varphi (A)={\frac {V(A)}{V(A)+V(B)}};\quad mnozinski\ udio\quad x(A)={\frac {n(A)}{n(A)+n(B)}}\quad }
Udio vrijednosti A u smjesi AB nema mjernu jedinicu, to je broj < 1 i izražava se kao postotak (%).
- Koncentraciju neke tvari dobivamo dijeleći njezinu količinu (masu m, volumen V ili množinu n) s ukupnim volumenom u kojem se ta tvar nalazi:

{\displaystyle \quad masena\ konc.\quad \gamma (A)={\frac {m(A)}{V(AB)}};\quad volumna\ konc.\quad \sigma (A)={\frac {V(A)}{V(AB)}};\quad mnozinska\ konc.\quad c(A)={\frac {n(A)}{V(AB)}}}

## Povijesna crtica
Jeremias Benjamin Richter (1762-1807) prvi je postavio načela stehiometrije. 1792. on je napisao:
Stehiometrija je znanost o mjerenju kvantitativnih masenih ili volumnih omjera kemijskih elemenata u spojevima i kemijskim reakcijama.